# Tang Yongshu
Tang Yongshu (född 5 januari 1975) är en kinesisk idrottare som tog brons i badminton tillsammans med Qin Yiyuan vid olympiska sommarspelen 1996.